# بلندگو دستی

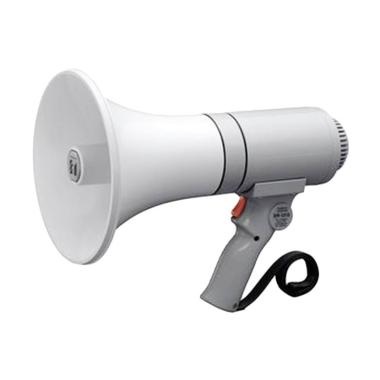
Megaphone toa

بلندگو دستی (انگلیسی: Megaphone) یا مگافون گونه‌ای بلندگو (تقویت‌کننده الکترونیکی صوتی) شیپوری‌شکل است که به صورت دستی قابل حمل می‌باشد و برای تقویت صدای شخص یا صداهای دیگر و هدایت آنها در جهت دلخواه و معین استفاده می‌شود. بلندگوی دستی با افزایش مقاومت صوتی تارهای صوتی، باعث افزایش حجم صدا می‌شود.

## نگارخانه

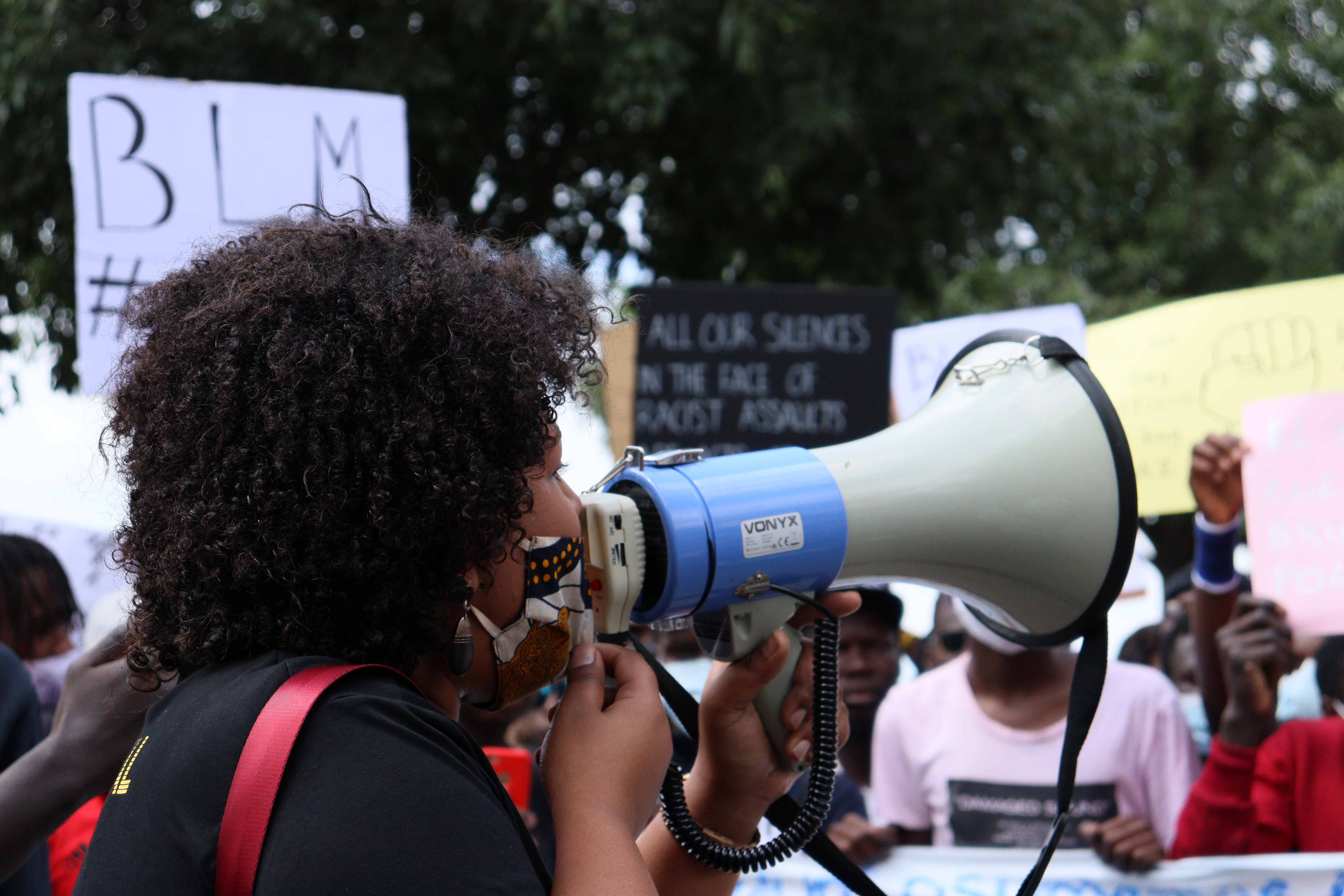
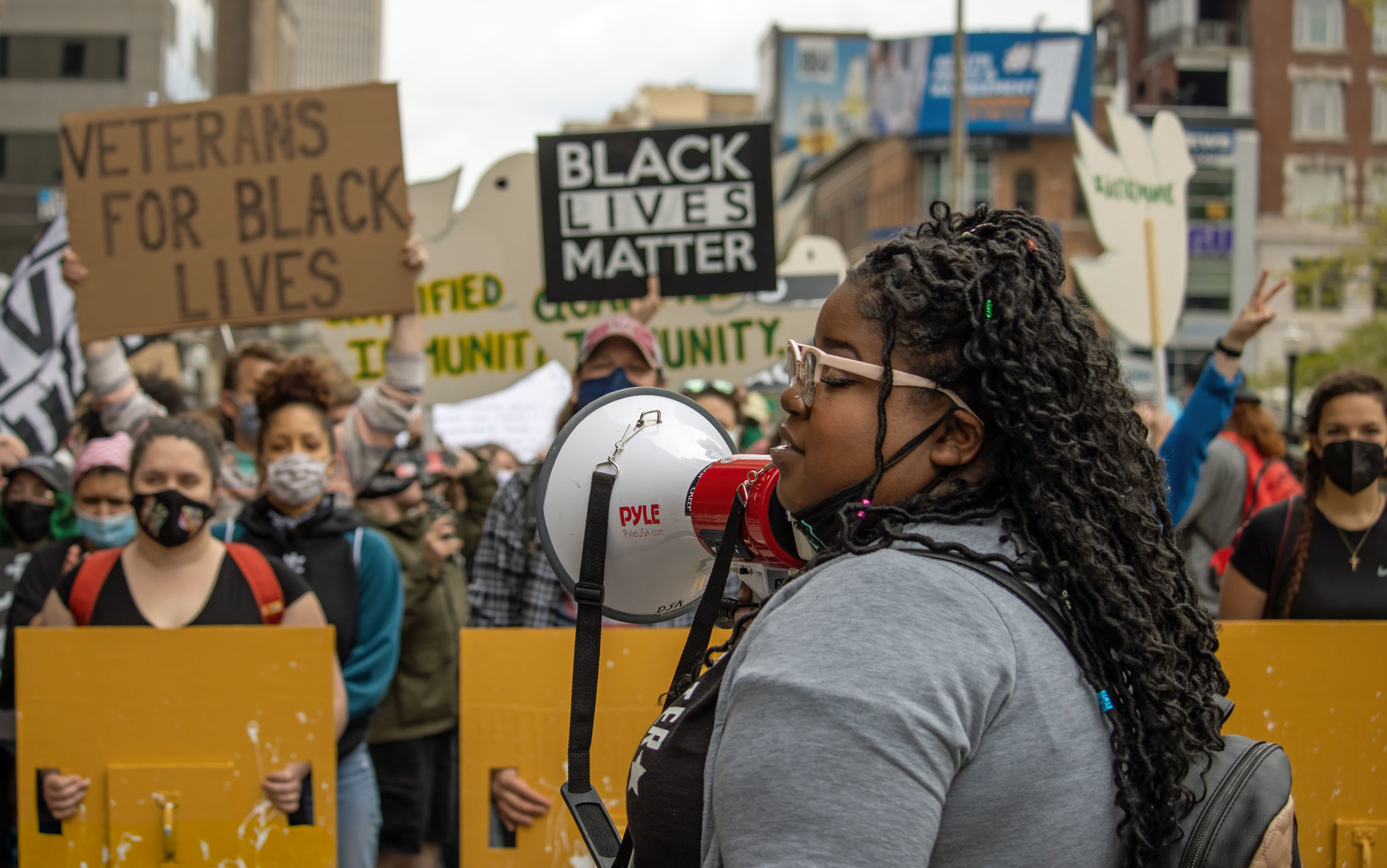
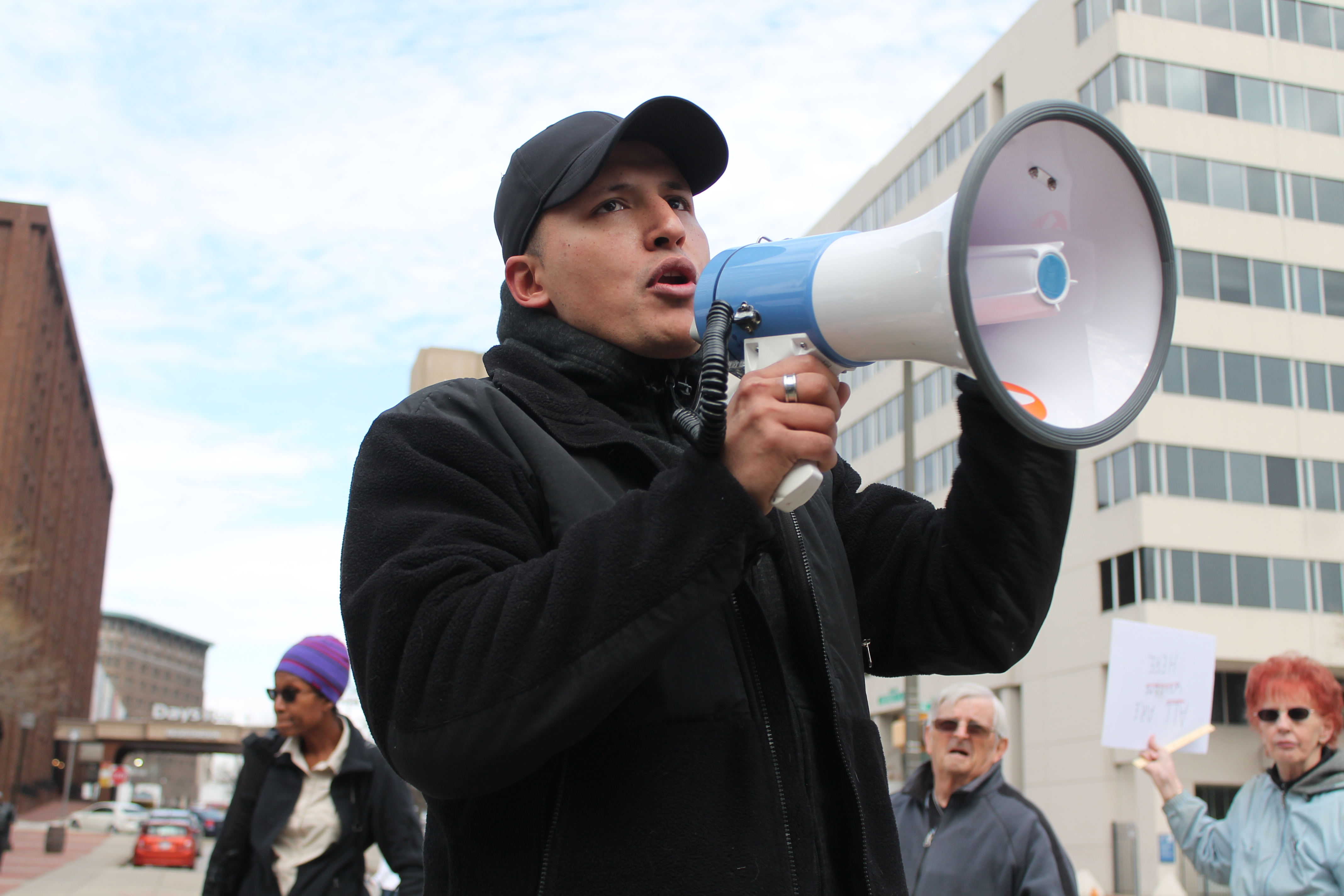